# Georg von Ompteda
Georg von Ompteda, född 29 mars 1863 i Hannover, död 10 december 1931 i München, var en tysk friherre och författare.
Ompteda, vars far var hovmarskalk hos kung Georg V av Hannover, var ursprungligen kavalleriofficer och blev främst känd för sin stora romantrilogi Deutscher Adel um 1900 (Sylvester von Geyer, 1897, Eysen, 1900, och Cäcilie von Saryn, 1902). I dessa verk tecknade han militär- och adelskretsarnas mentalitet under kejsardömets guldålder i breda måttfullt avvägda drag med tydliga influenser från Guy de Maupassant.

## Böcker på svenska
- Synd: en officerhistoria (översättning T. T., Geber, 1902)
- Adel: nutidsroman (Eysen) (översättning Ernst Lundquist, Fritze, 1902)
- Monte Carlo: nutidsroman (översättning Ernst Lundquist, Fritze, 1903)
- Hofmarskalken (Der Zermonienmeister) (översättning Ernst Lundquist, Fritze, 1903)
- Cecilia von Sarryn: nutidsroman (Cäcilie von Saryn) (översättning Ernst Lundquist, Fritze, 1903)
- Hemlängtan (Heimat des Herzens) (Hierta, 1904)
- Denise de Montmidi (Denise de Montmidi) (översättning Hanny Flygare, Hierta, 1904)
- Öfver afgrunder: Alproman (översättning Ernst Lundquist, Fritze, 1905)
- Herzeloïde (översättning Signild Wejdling, Hierta, 1905)
- Genomsnittsfolk (översättning Hanny Flygare, Hierta, 1906)
- En lyckans gullgosse (översättning Sigrid Gustafsson, Hierta, 1907)
- Såsom på första dagen (översättning Sigrid Gustafsson, Hierta, 1908)
- Minna (Minne) (översättning Hugo Hultenberg, Hierta, 1908)
- Droesigl (översättning Hanny Flygare, Hierta, 1909)
- Maria da Caza (översättning Hjalmar Lindgren, B. Wahlström, 1919)